# Хишам (кратер)
Хиша́м (лат. и англ. Hisham) — ударный кратер на Энцеладе, спутнике Сатурна. Диаметр — около 21 км, координаты центра — 48°15′ с. ш. 280°25′ з. д. / 48,25° с. ш. 280,41° з. д. Был обнаружен на снимках космического аппарата «Вояджер-2», а впоследствии более детально заснят зондом «Кассини-Гюйгенс».
Назван в честь Хишама ибн Абдул-Малика — исторического халифа из династии Омейядов и персонажа сборника народных сказок «Тысяча и одна ночь» («Рассказ о халифе Хишаме и юноше»). Это название было утверждено Международным астрономическим союзом в 2009 году.